# مهرشاد کارخانی
مهرشاد کارخانی  (زاده ۱۳۴۳) فیلم‌ساز، کارگردان، نویسنده، بازیگر و عکاس ایرانی است.

## زندگینامه
مهرشاد کارخانی زاده ۱۳۴۳ در تهران است. وی فعالیت هنری خود را با عکاسی مستند و اجتماعی از سال ۱۳۶۲ با امیر نادری «فیلمساز» و چگونه دیدن در عکاسی و سینما را از او آموخت و عکس‌هایش در چندین نمایشگاه داخلی و خارجی شرکت کرد. فعالیت سینمایی خود را از سال ۱۳۷۰ با عکاسی فیلم «هور در آتش» آغاز کرد و برای همین فیلم جایزه سیمرغ بلورین بهترین عکس را از دوازدهمین جشنواره فیلم فجر دریافت کرد. از دیگر کارهای وی که به عنوان عکاس فعالیت داشته: فیلم‌هایی چون ستارگان خاک، ضیافت، زیر نور ماه، بوتیک، اشک سرما، زمستان است بوده‌است. همچنین با ساختن سه فیلم کوتاه داستانی به نام‌های «یادهای ملایم»، «دریغا ترانه»، «اگر هوا آفتابی بود» فیلمسازی را تجربه کرد و سال ۱۳۸۵ اولین فیلم سینمایی خود را به نام «گناه من» جلوی دوربین برد که در بیست و پنجمین جشنواره فیلم فجر به نمایش درآمد و دو سال بعد اکران عمومی شد. سال ۱۳۸۶ دومین فیلم بلند سینمایی خود را به نام «ریسمان باز» به پایان رساند که در جشنواره فیلم فجر مورد توجه منتقدان قرار گرفت. فیلم ریسمان باز او هم نامزد دریافت بهترین فیلم و بهترین کارگردانی از جشن نویسندگان و منتقدان سینمای ایران بود و برنده جایزه بهترین بازیگر مکمل مرد از جشن خانه سینمای ایران را دریافت کرد. ریسمان باز از جمله جشنواره‌هایی که شرکت کرده می‌توان به : شانزدهمین فستیوال فیلم هامبورگ ۲۰۰۸، نماینده سینمای ایران در پنجاه و دومین فستیوال فیلم لندن ۲۰۰۸، شرکت در فستیوال سه قاره: آفریقا، آسیا، آمریکا (میلان) ۲۰۰۸ و... اشاره کرد.

## فیلم‌شناسی

### کارگردان
- دو لکه ابر
- دربست آزادی
- اکباتان (فیلم)
- کوچه ملی
- سینما سوخته
- ریسمان باز (۱۳۸۶)
- گناه من (۱۳۸۵)

### نویسنده
- دو لکه ابر
- اکباتان (فیلم)
- کوچه ملی
- ریسمان باز (۱۳۸۶)
- گناه من (۱۳۸۵)

### بازیگر
- اشک سرما (۱۳۸۲)
- ستارگان خاک (۱۳۷۳)
- هور در آتش (۱۳۷۰)

### عکس
- زمستان است (۱۳۸۴)
- شکوفه‌های سنگی (۱۳۸۳)
- اشک سرما (۱۳۸۲)
- بوتیک (۱۳۸۲)
- شاه خاموش (۱۳۸۲)
- پرنده باز کوچک (۱۳۸۰)
- زیر نور ماه (۱۳۷۹)
- عشق شیشه‌ای (۱۳۷۸)
- معصوم (۱۳۷۷)
- جان سخت (۱۳۷۶)
- زندگی (۱۳۷۶)
- یاغی (۱۳۷۶)
- قاصدک (۱۳۷۵)
- ضیافت (۱۳۷۴)
- قله دنیا (۱۳۷۴)
- ستارگان خاک (۱۳۷۳)
- حماسه مجنون (۱۳۷۱)
- هور در آتش (۱۳۷۰)